# Barak Peleg
Barak Peleg (in ebraico ברק פלג‎?; Lavi, 16 giugno 1972) è un ex cestista e allenatore di pallacanestro israeliano.

## Palmarès
- Lega Balcanica: 1

Hapoel Galil Elyon: 2021-22